# Cocorette
Cocorette Distribution est une société commerciale qui vend des œufs ainsi que des produits agricoles à la grande distribution. 
Créée en 2007 après le rachat par le groupe « Œufs Nord Europe » de la société arrageoise de conditionnement et de commercialisation d'œufs (Sacco), elle a repris la marque « Cocorette » déposée par la société Sacco à sa création en 1983.

## Société arrageoise de conditionnement et de commercialisation d'œufs (Sacco)

### En 2020
En 2020 :
- la SAS Sacco immatriculée le 7 septembre 1983, sise à Doullens, no SIREN 327 999 173 gère les activités du siège social, sans employé ; elle indique un chiffre d'affaires 2018 de 322 000 €[1] ;
- la SAS Sacco Bis créée le 19 janvier 2005, sise à Doullens, no SIREN 480 398 361, commerce interentreprises de produits laitiers et œufs, 20 à 49 salariés ; elle indique un chiffre d'affaires 2018 de 6 891 900 €[2] ;
- la SAS Cocorette Distribution, filiale de la SAS Sacco, immatriculée le 9 octobre 2007, sise à Arras, no SIREN 500 384 953, commerce interentreprises de produits laitiers et œufs, 6 à 9 salariés ; elle indique un chiffre d'affaires 2018 de 56 808 400 €[3] ;
- le Groupement qualité Cocorette, immatriculé le 6 février 1991, sis à Sainte-Catherine (Pas-de-Calais), est un GIE, sans salarié.

En outre, l'association « Organisation de défense et de gestion des produits fermiers » (ODG PF Cocorette), déclarée le 2 juillet 2007 et reconnue d'utilité publique, est sise à Sainte-Catherine. C'est cette association qui a obtenu le label rouge « Œufs Fermiers de poules élevées en Plein Air ».

### Historique
La société arrageoise de conditionnement et de commercialisation d'œufs (Sacco) a été fondée en 1983 par Charles, Lucienne Gluszak et Francis Normand à Saint-Laurent-Blangy dans le département du Pas-de-Calais.
En 1996, elle obtient la certification Label Agriculture biologique pour un centre de conditionnement dévolu aux œufs certifiés AB de ses fournisseurs[réf. nécessaire].
En 1998, les œufs qu'elle distribue peuvent dorénavant se prévaloir de l'indication « Œuf fermier Label Rouge ».
En 2005, la marque Cocorette obtient la certification Label rouge.
En 2010, une unité du groupe est poursuivie pour tromperie sur la marchandise, pour avoir commercialisé des œufs italiens présentés comme d'origine française. 
En 2012, la société se lance dans le « snacking » en commercialisant des boîtes d'œufs durs. La transformation des œufs étant confiée à un sous-traitant.
La société se fournit auprès de plus de 400 exploitations agricoles en France et Belgique et cherche à recruter de nouveaux éleveurs.
En 2015, la société est achetée par le groupe Œufs Nord Europe dont le chiffre d'affaires 2018 est de 63 910 000 € et le PDG est Pascal Lemaire,.
En 2020, la société distribue des œufs provenant de poules non traitées par antibiotiques et nourries avec des dérivés d'algues.
L'entreprise a élargi [Quand ?] son réseau de distribution grâce à six nouveaux centres logistiques : à Sainte-Catherine (Pas-de-Calais) (siège de la société), Maizières (Meurthe-et-Moselle), Upie pour les Alpes et la Provence, Montauban, Gennes-sur-Seiche en Bretagne et Saint-Maixent-l'Ecole pour la zone Charentes - Atlantique.

## Marque Cocorette
Le 5 septembre 1983, la société Sacco sise à Saint-Laurent-Blangy dépose la marque « Cocorette » à l'Institut national de la propriété industrielle.
Le 8 avril 1988, la société Sacco sise à Arras dépose la marque « Cocorette - L'œuf des prairies » à l'Institut national de la propriété industrielle.
Le 30 octobre 1995, la société Sacco sise à Doullens étend à l'international la marque « Cocorette » et à l'Europe le 27 janvier 2000.
Le 14 août 1998, la société Sacco sise à Doullens étend à l'Europe la marque « Cocorette - L'œuf des prairies ».
Le 28 février 2005, la société Sacco sise à Sainte-Catherine (Pas-de-Calais) dépose la marque « Cocorette Fermier ».